# Волынь (город)
Волынь (Волын, Велынь, укр. Волинь, пол. Wołyń) — один из важнейших Червенских городов.

## История
Время основания неизвестно. Впервые был упомянут в «Повести временных лет» под 1018 годом в связи с междоусобной борьбой Ярослава и Святополка Владимировичей за киевский престол на Волынской земле. Рядом с городом Волынь произошла битва на Буге, в которой польский князь Болеслав I Храбрый, выступивший со Святополком, одержал победу над войском Ярослава Мудрого. Волынь был захвачен Польшей, но в 1030—1031 годах все Червенские города, включая Волынь, были возвращены Ярославом Мудрым в состав Руси в результате его похода на Польшу. В последний раз город упоминается в 1077 году. Дальнейшая судьба города неизвестна; вероятно, он был уничтожен в 1241 году во время татаро-монгольского нашествия хана Батыя.

## Городище
Городище расположено близ польского села Грудек-над-Бугом Хрубешувской гмины Хрубешувского повята Люблинского воеводства. Находится на левом берегу Западного Буга в устье реки Гучвы. Овальный (80 х 70 м) в плане детинец занимает оконечность мыса и защищён с запада валом, а с востока — обрывистым берегом Западного Буга. К детинцу примыкал окольный город, следы которого были ещё заметны в начале XX века. В процессе исследования городища были обнаружены остатки углублённых в землю жилищ, хозяйственные постройки, обломки лепной и гончарной посуды IX— XIII веков, шиферные пряслица, трубчатые замки и ключи к ним, обломки стеклянных браслетов, каменные нательные крестики, кресты-энколпионы, проволочные серебряные и бронзовые височные кольца в полтора оборота, перстни с заходящими концами, височные кольца киевского типа и прочее. Основу вала детинца составляла деревянная срубная конструкция. Сохранившиеся укрепления были возведены в XI веке на месте более древнего поселения. Рядом открыты два могильника.